# Подолинські
Подолинські — шляхетський рід гербу Вонж. Записані до третьої частини родословних книг Київської губернії. Таким чином вони входили до родів дворянства, набутого на службі цивільній, а також тих, що отримали право спадкового дворянства за орденом.
Маєток Подолинських знаходився у селі Ярославка Звенигородського повіту Київської губернії.
Відомі представники:
- Іван Наумович — голова Київської палати кримінального суду.
- Андрій Іванович — поет, син попереднього.
- Сергій Андрійович — науковець, лікар, соціолог, економіст, фізик, громадський і політичний діяч, публіцист, син попереднього.
- Сергій Сергійович — віці-губернатор Саратівської та Ліфляндської губерній, син попереднього.